# Saint Jacques le Mineur (La Tour)
Pour les articles homonymes, voir Saint Jacques le Mineur.
Saint Jacques le Mineur est un tableau réalisé dans la première moitié du XVIIe siècle par le peintre lorrain Georges de La Tour. Cette huile sur toile est un portrait en clair-obscur qui représente l'un des douze Apôtres, Jacques d'Alphée, s'appuyant sur un bâton. Partie de la Série des apôtres d'Albi autrefois exposée dans la cathédrale Sainte-Cécile d'Albi, dans le Tarn, l'œuvre est aujourd'hui conservée au musée Toulouse-Lautrec, lequel est hébergé dans le palais de la Berbie, au sein de la cité épiscopale. Elle y voisine avec Saint Jude Thaddée, autre peinture de la série.